# Dekanat Garbów
Dekanat Garbów – jeden z 28 dekanatów w rzymskokatolickiej archidiecezji lubelskiej.

## Parafie
W skład dekanatu wchodzi 9 parafii:
- parafia Przemienienia Pańskiego – Garbów
- parafia NMP Matki Kościoła – Dęba
- parafia Macierzyństwa NMP – Zagrody
- parafia NMP Królowej Polski – Jastków
- parafia Narodzenia NMP i św. Sebastiana – Krasienin
- parafia Narodzenia NMP i św. Michała Archanioła – Kurów
- parafia św. Józefa – Markuszów
- parafia św. Jana Chrzciciela – Nałęczów
- parafia Miłosierdzia Bożego – Piotrowice

Na terenie dekanatu znajduje się 1 kościół rektoralny:
- kościół rektoralny św. Karola Boromeusza – Nałęczów

## Sąsiednie dekanaty
Bełżyce, Kazimierz Dolny, Konopnica, Lublin – Północ, Michów, Puławy